# Glenea colobotheoides
Glenea colobotheoides é uma espécie de escaravelho da família Cerambycidae. Foi descrita por James Thomson em 1865. É conhecida a sua existência nas Filipinas.